# 大三冠
大三冠（だいさんかん）は、日本の囲碁の棋戦における七大タイトル（棋聖・名人・王座・天元・本因坊・碁聖・十段）のうち、2023年まで2日制7番勝負であった棋聖・名人・本因坊に同時に在位すること。達成したのは趙治勲、井山裕太の2名のみである。この他に一力遼を含める解釈もあるが、正式なものではない（後述）。
2023年までは棋聖・名人・本因坊を三大タイトルと称した。他の七大タイトルと三大タイトルの違いとしては、他の七大タイトルが挑戦者をトーナメントで決定するのに対し三大タイトルは総当りのリーグ戦を採用していた点や、他の七大タイトルの挑戦手合は1日制の五番勝負であるのに対し三大タイトルは2日制の七番勝負であった点などが挙げられる。また、三大タイトルだけで賞金額総額1億円を超えるなど大きな開きがあった。
しかし、2024年から、本因坊戦がスポンサーの都合で賞金額や番勝負の回数などを減らしたために、かつての「三大タイトル」はなくなり、挑戦で八段、獲得で九段に昇段できるのは棋聖と名人の「ニ大タイトル」のみとなった。それに伴い二大タイトルの同時在位者を棋聖名人（きせいめいじん）と称する。将棋における「竜王名人」に等しい。
また、歴史ある称号として、名人と本因坊の両方を同時に獲得すると、慣習的に名人本因坊（めいじんほんいんぼう）と称せられた。しかし、本因坊戦が2日制七番勝負でなくなった2024年に名人本因坊を達成した一力遼に対してその呼称が報道されないことから、「大三冠」同様に過去のものとなったかもしれない。

## 歴代大三冠
|       | 棋士     | 生年                  | 期間                         | 期間               | 合計   |
| 1     | 趙治勲   | 1956年6月20日（68歳） | 1983年3月18日-7月28日        | 133日              | 1104日 |
| 1     | 趙治勲   | 1956年6月20日（68歳） | 1996年11月8日-1999年7月6日   | 2年240日           | 1104日 |
| 2     | 井山裕太 | 1989年5月24日（35歳） | 2013年10月17日-2016年11月3日 | 3年17日            | 2013日 |
| 2     | 井山裕太 | 1989年5月24日（35歳） | 2017年10月17日-2018年11月2日 | 1年16日            | 2013日 |
| 2     | 井山裕太 | 1989年5月24日（35歳） | 2020年10月14日-2022年3月18日 | 1年155日           | 2013日 |
| （3） | 一力遼   | 1997年6月10日（27歳） | （2024年10月31日-）          | 継続中（参考記録） |        |

### 備考
- 小林光一は約5年間棋聖と名人の二冠だったものの本因坊位が取れず大三冠にはなれなかった。3度挑戦するも3回とも趙治勲に阻まれている。
- 坂田栄男、林海峰、石田芳夫の3人は名人本因坊を同時達成したが、当時は棋聖戦が存在せず、大三冠の呼称もなかった。
- 平成四天王のうち張栩、高尾紳路、山下敬吾の3人は名人本因坊を同時達成しているが、棋聖に同時在位できなかった。ちなみに張栩は3期、山下敬吾は5期にわたって棋聖に在位している。
- 一力遼は棋聖在位中の2023年、本因坊戦の最後の七番勝負制となった第78期本因坊戦で井山裕太から本因坊位を奪取している[2]。翌2024年に芝野虎丸名人から名人位を奪取したが、日本棋院公式サイトでは「大三冠」として扱われず、単に四冠となった旨が記載されるのみであった[3]。また時事通信社は「かつて格式ある「大三冠」と呼ばれた」と明確に大三冠の称号を過去のものとして扱っている[4]。一力が取締役を務める河北新報社の記事では一力の本因坊位が七番勝負時代に獲得したものであることから「事実上の大三冠達成者とみることができる」とする一方で、一力が「事実上最後の大三冠」とも記載している[5]。これらの報道から、一力の「大三冠」はあくまでも正式なものではなく、今後の棋聖・名人・本因坊同時在位達成者も大三冠とはみなされないことがうかがえる。

## 名人本因坊
2023年以前は名人と本因坊に同時に在位することを指して「名人本因坊」と呼ばれた。棋聖と本因坊の同時在位については特に呼称されることはない。井山裕太は、その理由をかつての名残ではないかと推測している（名人の起こりが江戸時代から、本因坊も戦前からあるのに対し、棋聖を含む他の5つは戦後に創設された）。

### 歴代名人本因坊
|       | 棋士     | 生年                   | 年                       |
| 1     | 坂田栄男 | 1920年2月15日          | 1963-1964                |
| 2     | 林海峰   | 1942年5月6日（82歳）   | 1969                     |
| 3     | 石田芳夫 | 1948年8月15日（76歳）  | 1974                     |
| 4     | 趙治勲   | 1956年6月20日（68歳）  | 1981-1982 1996-1998      |
| 5     | 張栩     | 1980年1月20日（45歳）  | 2004                     |
| 6     | 高尾紳路 | 1976年10月26日（48歳） | 2006                     |
| 7     | 山下敬吾 | 1978年9月6日（46歳）   | 2011                     |
| 8     | 井山裕太 | 1989年5月24日（35歳）  | 2013-2015 2017 2020 2022 |
| （9） | 一力遼   | 1997年6月10日（27歳）  | （2024）参考記録         |

## 棋聖名人
二大タイトルである棋聖と名人の同時在位を過去に達成したのは、趙治勲、小林光一、井山裕太、一力遼の4名である。